# Жиренкопа
Жиренкопа (каз. Жиренқопа) — село в Хобдинском районе Актюбинской области Казахстана. Административный центр Жиренкопинского сельского округа. Код КАТО — 154251100.
Было основано в 1932 году как племсовхоз по разведению тонкорунной породы овец. Находится в 12 км от границы с Россией (Оренбургская область).
Исторические достопримечательности: мемориальный комплекс с захоронением легендарного кипчакского батыра Кобыланды — героя, народного заступника, объединителя единокровных соплеменников в войне кипчакских племен с ханом Ирана Газаром в 1297 году.

## Население
В 1999 году население села составляло 1617 человек (826 мужчин и 791 женщина). По данным переписи 2009 года, в селе проживал 741 человек (367 мужчин и 374 женщины).